# Handjob

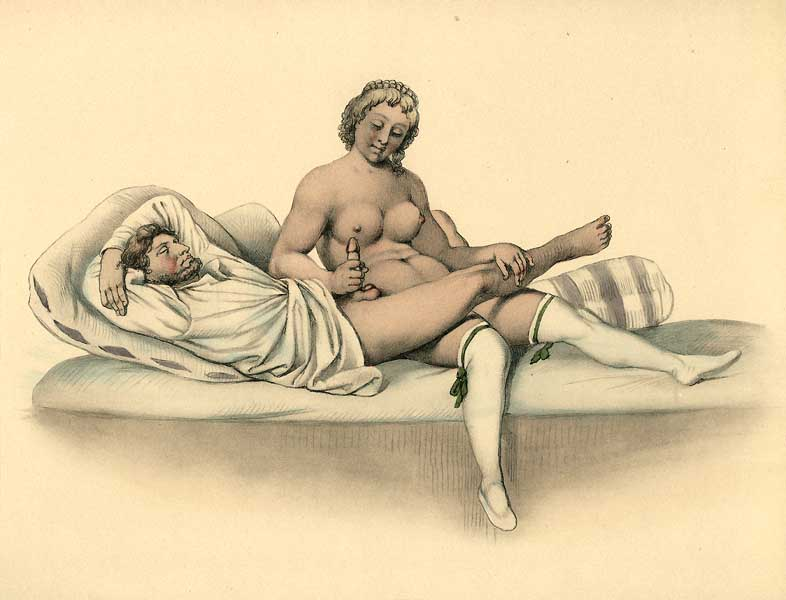
Una mujer estimulando con sus manos el pene y los testículos de un hombre.

Handjob (traducido literalmenteː «trabajo manual») es una palabra de origen inglés para referirse a la práctica sexual con las manos o masturbación; comúnmente se utiliza para designar la masturbación de una persona, sea de hombre o mujer hacia otro hombre o mujer.
Puede referirse también a la práctica sexual manual de un solo individuo a sí mismo para satisfacer su necesidad o deseo sexual hacia otra persona.